# Rouvray (Eure)
Rouvray és un municipi francès situat al departament de l'Eure i a la regió de Normandia. L'any 2007 tenia 251 habitants.

## Demografia

### Població
El 2007 la població de fet de Rouvray era de 251 persones. Hi havia 81 famílies de les quals 8 eren unipersonals (8 dones vivint soles i 8 dones vivint soles), 23 parelles sense fills, 46 parelles amb fills i 4 famílies monoparentals amb fills.
La població ha evolucionat segons el següent gràfic:
Habitants censats

### Habitatges
El 2007 hi havia 98 habitatges, 84 eren l'habitatge principal de la família, 8 eren segones residències i 7 estaven desocupats. Tots els 98 habitatges eren cases. Dels 84 habitatges principals, 78 estaven ocupats pels seus propietaris, 5 estaven llogats i ocupats pels llogaters i 1 estava cedit a títol gratuït; 2 tenien una cambra, 1 en tenia dues, 4 en tenien tres, 16 en tenien quatre i 60 en tenien cinc o més. 75 habitatges disposaven pel capbaix d'una plaça de pàrquing. A 17 habitatges hi havia un automòbil i a 66 n'hi havia dos o més.

### Piràmide de població
La piràmide de població per edats i sexe el 2009 era:
| Homes | Edats   | Dones |
| ----- | ------- | ----- |
| 0     | 95 o +  | 0     |
| 4     | 90 a 94 | 0     |
| 0     | 85 a 89 | 4     |
| 0     | 80 a 84 | 0     |
| 0     | 75 a 79 | 8     |
| 4     | 70 a 74 | 0     |
| 0     | 65 a 69 | 4     |
| 0     | 60 a 64 | 4     |
| 4     | 55 a 59 | 0     |
| 4     | 50 a 54 | 0     |
| 0     | 45 a 49 | 4     |
| 28    | 40 a 44 | 8     |
| 4     | 35 a 39 | 12    |
| 4     | 30 a 34 | 12    |
| 4     | 25 a 29 | 0     |
| 0     | 20 a 24 | 8     |
| 4     | 15 a 19 | 0     |
| 16    | 10 a 14 | 0     |
| 16    | 5 a 9   | 4     |
| 0     | 0 a 4   | 4     |

## Economia
El 2007 la població en edat de treballar era de 162 persones, 132 eren actives i 30 eren inactives. De les 132 persones actives 126 estaven ocupades (63 homes i 63 dones) i 6 estaven aturades (3 homes i 3 dones). De les 30 persones inactives 6 estaven jubilades, 15 estaven estudiant i 9 estaven classificades com a «altres inactius».

### Ingressos
El 2009 a Rouvray hi havia 88 unitats fiscals que integraven 281 persones, la mediana anual d'ingressos fiscals per persona era de 23.058 €.

### Activitats econòmiques
Dels 8 establiments que hi havia el 2007, 1 era d'una empresa de construcció, 2 d'empreses de comerç i reparació d'automòbils, 1 d'una empresa d'informació i comunicació, 2 d'empreses de serveis i 2 d'empreses classificades com a «altres activitats de serveis».
Dels 3 establiments de servei als particulars que hi havia el 2009, 1 era una lampisteria, 1 perruqueria i 1 saló de bellesa.
L'any 2000 a Rouvray hi havia 3 explotacions agrícoles.

## Poblacions més properes
El següent diagrama mostra les poblacions més properes.